# Leonid Bazan
Leonid Anatolijovyč Bazan (* 11. června 1985) je bývalý ukrajinský zápasník–volnostylař, který od roku 2011 reprezentoval Bulharsko.

## Sportovní kariéra
Zápasení se věnoval od 11 let v Izmajilu pod vedením Nikolaje Stojanova. Jako sportovec z Budžaku se však v ukrajinské volnostylařské složitě prosazoval. Potom co se v roce 2008 jako mistr Ukrajiny nedostal do ukrajinského olympijského týmu přes Andrija Stadnyka, projevil zájem reprezentovat jinou zemi. Později přijal nabídku Bulharska, kam odešel s týmovým partnerem z Izmajilu Vladimirem Dubovem. Bulharsko směl reprezentova až po dvou letech od roku 2011. V témže roce se pátým místem na mistrovství světa v Istanbulu kvalifikoval ve váze do 66 kg na olympijské hry v Londýně v roce 2012. V Londýně prohrál v úvodním kole s Ázerbájdžáncem Džabrajilem Hasanovem 0:2 na sety. Od roku 2013 startoval ve váze do 74 kg, ve které se v bulharské reprezentaci neprosadil proti Kirilu Terzievovi.

## Výsledky
| Turnaj             | Ukrajina | Ukrajina | Ukrajina | Ukrajina | Ukrajina | Ukrajina | Ukrajina | Ukrajina | Ukrajina | Ukrajina | Ukrajina | Bulharsko | Bulharsko | Bulharsko | Bulharsko |  |
| Turnaj             | 2000     | 2001     | 2002     | 2003     | 2004     | 2005     | 2006     | 2007     | 2008     | 2009     | 2010     | 2011      | 2012      | 2013      | 2014      |  |
| Turnaj             | 15       | 16       | 17       | 18       | 19       | 20       | 21       | 22       | 23       | 24       | 25       | 26        | 27        | 28        | 29        |  |
| Turnaj             | -54      | -54      | -66      | -66      | -66      | -66      | -66      | -66      | -66      | -66      | -66      | -66       | -66       | -74       | -74       |  |
| ------------------ | -------- | -------- | -------- | -------- | -------- | -------- | -------- | -------- | -------- | -------- | -------- | --------- | --------- | --------- | --------- |  |
| Olympijské hry     | —        |          |          |          | —        |          |          |          | —        |          |          |           | úč.       |           |           |  |
| Mistrovství světa  |          | —        | —        | —        |          | —        | —        | —        |          | —        | —        | 5.        |           | —         | úč.       |  |
| Mistrovství Evropy | —        | —        | —        | —        | —        | —        | —        | —        | —        | —        | —        | 2.        | 2.        | 3.        | —         |  |
| MS juniorů         | —        | —        |          | —        |          | 3.       |          |          |          |          |          |           |           |           |           |  |
| ME juniorů         | —        |          | —        |          | —        | —        |          |          |          |          |          |           |           |           |           |  |
| ME dorostenci      | úč.      | úč.      | úč.      |          |          |          |          |          |          |          |          |           |           |           |           |  |